# 2000 în jocuri video
Acest articol prezintă evenimente importante legate de jocuri video din anul 2000. Vezi și istoria jocurilor video.
Anul 2000 a fost unul semnificativ în istoria jocurilor video, marcând tranziția între două decenii și introducerea unor titluri și tehnologii care au influențat industria pentru anii ce au urmat. Acesta a fost un an în care atât consolele de jocuri, cât și PC-urile au înregistrat progrese remarcabile, iar jocurile video au devenit o parte și mai integrată a culturii populare.

## Lansări notabile

### The Sims
Lansat pe 4 februarie 2000, The Sims a devenit rapid un fenomen cultural și unul dintre cele mai bine vândute jocuri pentru PC din toate timpurile. Dezvoltat de Maxis și publicat de Electronic Arts, jocul simulează viața cotidiană a unor personaje virtuale, oferind jucătorilor libertatea de a construi case și a gestiona viețile acestora. Inovația și accesibilitatea jocului au atras un public divers, contribuind la popularizarea genului de simulare.

### Diablo II
Blizzard Entertainment a lansat Diablo II pe 29 iunie 2000. Acest action RPG a îmbunătățit formula predecesorului său, introducând un sistem de loot complex, multiplayer online prin Battle.net și o poveste captivantă. Diablo II a devenit rapid un clasic, influențând numeroase jocuri de acțiune și role-playing ulterioare.

### Counter-Strike
În anul 2000, Counter-Strike, inițial un mod pentru Half-Life dezvoltat de Minh "Gooseman" Le și Jess "Cliffe" Cliffe, a fost lansat oficial de Valve Corporation. Jocul a devenit rapid unul dintre cele mai populare shootere tactice multiplayer, fiind un pilon al competițiilor eSports și un element fundamental al culturii jocurilor FPS.

### Final Fantasy IX
Lansat pe 7 iulie 2000 în Japonia și pe 13 noiembrie 2000 în America de Nord, Final Fantasy IX a fost lăudat pentru întoarcerea sa la rădăcinile seriei. Dezvoltat de Square (acum Square Enix), jocul a adus grafică de înaltă calitate, o poveste profundă și un sistem de joc captivant, consolidându-și locul în inimile fanilor seriei.

### The Legend of Zelda: Majora's Mask
Pe 27 aprilie 2000, Nintendo a lansat The Legend of Zelda: Majora's Mask pentru Nintendo 64. Jocul a fost remarcat pentru tonul său mai întunecat și mecanica de joc unică bazată pe un ciclu de trei zile. Majora's Mask a primit critici pozitive pentru inovațiile sale și pentru povestea captivantă.

## Lansarea de console și hardware

### PlayStation 2
Sony a lansat PlayStation 2 (PS2) pe 4 martie 2000 în Japonia și pe 26 octombrie 2000 în America de Nord. PS2 a devenit rapid cea mai bine vândută consolă de jocuri din toate timpurile, datorită bibliotecii sale vaste de jocuri, compatibilității cu jocurile PlayStation originale și capacității de a reda DVD-uri. PS2 a avut un impact semnificativ asupra industriei, stabilind standarde pentru generațiile viitoare de console.

### Dreamcast
Deși lansată în 1999, Sega Dreamcast a continuat să fie relevantă în anul 2000. Cu titluri remarcabile precum Jet Set Radio și Shenmue, Dreamcast a fost apreciată pentru inovațiile sale și pentru capacitatea de a se conecta la internet pentru jocuri multiplayer online.

## Evenimente importante

### The Game Awards
În 2000, tradiția premiilor pentru jocuri video a continuat să crească, recunoscând realizările și inovațiile din industrie. Deși evenimentele mari precum The Game Awards nu existau încă în forma lor actuală, diverse publicații și organizații din industrie au început să acorde premii pentru cele mai bune jocuri ale anului.

### Evoluția eSports
Anul 2000 a fost un punct de cotitură pentru eSports, cu turnee și competiții pentru jocuri precum StarCraft și Counter-Strike devenind din ce în ce mai populare. Aceste evenimente au atras un număr tot mai mare de spectatori și au contribuit la legitimarea jocurilor video ca sporturi competitive.

## Impactul cultural și economic
Industria jocurilor video a continuat să crească în anul 2000, atât din punct de vedere al veniturilor cât și al influenței culturale. Jocurile video au devenit o parte importantă a divertismentului mainstream, iar succesul comercial al titlurilor și al consolelor a demonstrat potențialul economic al industriei. Anul 2000 a fost un an de tranziție care a pregătit scena pentru avansurile tehnologice și inovațiile ce aveau să urmeze în deceniul următor.

## Concluzie
Anul 2000 a fost un an de referință în istoria jocurilor video, marcat de lansări de jocuri inovatoare și console de succes, precum și de creșterea popularității competițiilor eSports. Influența acestui an se resimte și astăzi, mulți dintre titlurile și tendințele introduse continuând să fie relevante și apreciate de comunitatea de gameri.